# Metopidiothrix kagpili
Metopidiothrix kagpili är en mångfotingart som beskrevs av Shear 2002. Metopidiothrix kagpili ingår i släktet Metopidiothrix och familjen Metopidiotrichidae. Inga underarter finns listade i Catalogue of Life.